# Humberto de La Calle

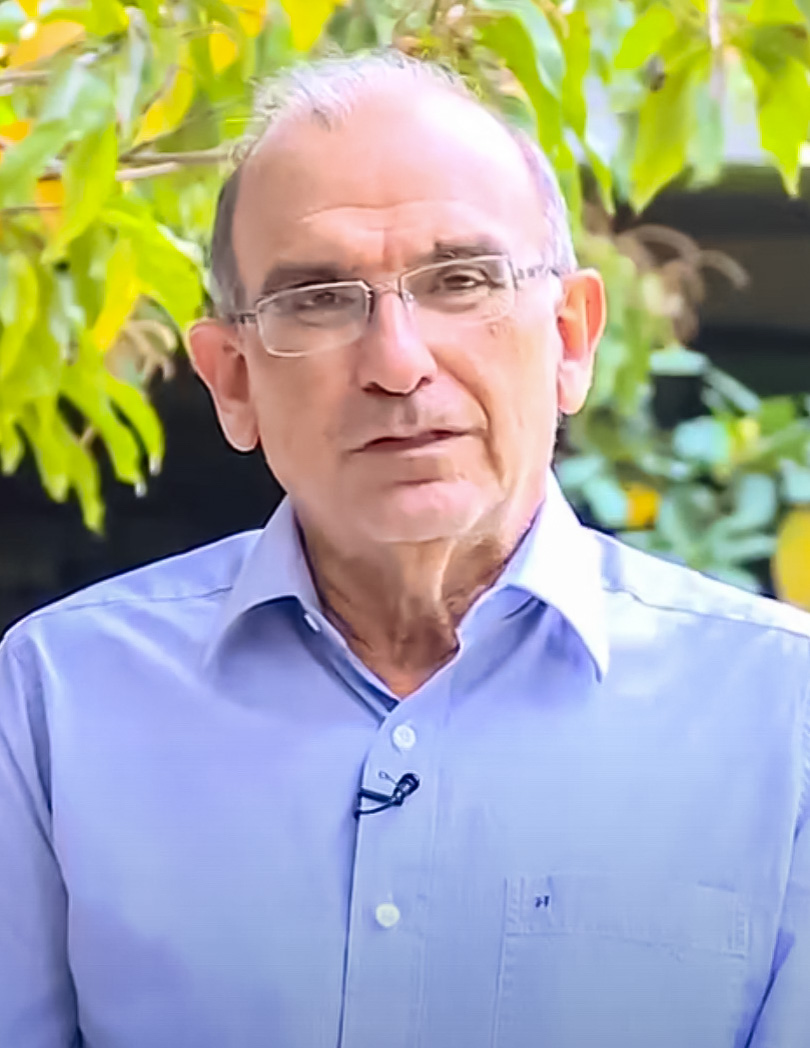
Humberto de La Calle, 2014

Humberto de La Calle Lombana (* 14. Juli 1946 in Manzanares, Departamento de Caldas) ist ein kolumbianischer Rechtsanwalt und Politiker der Partido Liberal Colombiano und ehemaliger Diplomat.

## Leben
1990 wurde Humberto de La Calle von Präsident César Gaviria als Innenminister in dessen Kabinett berufen und hatte dieses Amt bis 1993 inne. Bei den Präsidentschaftswahlen 1994 war er für die Partido Liberal Colombiano (Liberale Partei Kolumbiens) Vizepräsidentschaftskandidat von Ernesto Samper und übernahm nach deren Wahlerfolg das Amt des Vizepräsidenten. Sampers Wahlkampf wurde dabei angeblich mit mehr als sechs Millionen US-Dollar Wahlspenden des berüchtigten Cali-Kartells unterstützt. Anders als andere führende Unterstützer Sampers trat De La Calle jedoch nicht nach dem Bekanntwerden des sogenannten „Drogen-Skandals“ zurück. Allerdings legte er in der Mitte der Amtszeit Sampers im September 1996 Amt des Vizepräsidenten nieder und wurde daraufhin von Carlos Lemos Simmonds abgelöst. Als Grund für seinen Rücktritt sah er die Befürchtung, dass das „Land in Stücke fallen würde“.
1996 war er Botschafter in Spanien und 1998–2000 ernannte ihn der neu gewählte Präsident Andrés Pastrana zum Botschafter im Vereinigten Königreich. Nach seiner Abberufung von diesem Posten berief ihn Pastrana als Nachfolger des zurückgetretenen Néstor Humberto Martínez zum Innenminister in seiner Regierung. In dieser Funktion war er ein enger Unterstützer des Präsidenten bei dessen Bemühungen zum Friedensschluss mit den linksgerichteten Guerillas. Im Februar 2001 trat er jedoch von diesem Amt zurück und war anschließend zwischen 2001 und 2002 Botschafter bei der Organisation Amerikanischer Staaten (OAS).
Bei den Präsidentschaftswahlen in Kolumbien 2002 lehnte er eine Kandidatur für das Amt des Präsidenten für die Konservative Partei ab, so dass der ehemalige Minister für wirtschaftliche Entwicklung, Augusto Ramírez Ocampo, deren Präsidentschaftskandidat wurde.
Im 2010er Jahrzehnt leitete er die Friedensverhandlungen zwischen Kolumbien und der kolumbianischen Guerillabewegung FARC, was im September 2016 in einem Friedensabkommen mündete.
Im November 2017 nominierte ihn die Partido Liberal Colombiano als ihren Kandidaten bei der Präsidentschaftswahl am 27. Mai 2018.